# Pierre Jean Louis Campmas
Pour les articles homonymes, voir Campmas.
 (février 2018).
Si vous disposez d'ouvrages ou d'articles de référence ou si vous connaissez des sites web de qualité traitant du thème abordé ici, merci de compléter l'article en donnant les références utiles à sa vérifiabilité et en les liant à la section « Notes et références ».
Pierre Jean Louis Campmas, né le 28 novembre 1756 à Blaye (Tarn), mort le 17 avril 1821 à Albi (Tarn), est un magistrat et homme politique français.

## Biographie

### Ses origines et sa descendance[1]
Pierre Jean Louis Campmas (Jean Antoine) naquit le 27 juillet 1755.
Il était fils de Jean Louis Campmas avocat au parlement qui succéda comme notaire à son père et de Marie (Adèle) de Tayrac. Il était le 9eme enfant, le plus jeune. Il avait 8 sœurs.
Pierre Jean Louis Campmas était le dernier né de cette nombreuse famille. Comme son grand père et son père il devint homme de loi et avocat au Parlement.
Il se maria avec Jeanne Cécile Rosalie Vabre fille de André Vabre et de Jeanne Cécile Vialar probablement en 1789 ou 90. De ce mariage naquirent deux enfants :
1° (Pierre André Hyppolite) Emile mort en 1811 à l'âge de 20 ou 21 ans. Il venait d'être reçu avocat et avait obtenu un prix aux Jeux Floraux pour un éloge de Blaise Pascal.
2° (Cécile Jeanne Fleurus) Rosalie née en 1795 et morte en 1865 à l'âge de 70 ans.

### Son histoire[3],[4]

#### Ses études
Issu d'une famille d'hommes de loi, PJL Campmas reçoit une solide éducation. Il est reçu bachelier (1777) puis licencié en droit (1778). Il est reçu avocat à la Cour du Parlement le 20 juillet 1778.

#### Sa carrière politique
Après 1789, Pierre Jean Louis Campmas est nommé administrateur du département du Tarn. En 1792 il est nommé député du Tarn à la Convention nationale. Il vote la mort de Louis XVI sans sursis et rejette l'appel au peuple. À l'expiration de son mandat, il rentre à Albi et y exerce la fonction de commissaire du directoire exécutif près la municipalité. Il est magistrat de sureté. Sous Napoléon, il est nommé procureur impérial des douanes à Saint-Gaudens. Très bien vu de ses chefs, qui avaient rapidement reconnu toute sa valeur, il allait être nommé procureur général des douanes d'Agen quand l'Empire sombra. Aux Cent-Jours, il refuse énergiquement de se laisser présenter à la députation. Les 4 ans de Convention lui avaient suffi. Il est nommé conseiller à la Cour d'Appel de Toulouse mais ne fut pas installé... Il est nommé procureur impérial des douanes à Saint-Gaudens. Pendant la seconde Restauration, il fut traqué et obligé de s'exiler en Italie à Milan. Il y composa un ouvrage pour servir de guide aux visiteurs de l'Italie. Fin 1818 - son exil avait duré plus de deux ans - ayant appris la mort de sa femme et comme il n'avait pas rempli de fonction publique pendant les Cent-Jours, il fut autorisé à rentrer en France. Malgré les soins dont l'entoura sa fille, sa santé gravement atteinte ne se rétablit jamais et il mourut le 27 avril 1821.

### La lutte contre les de Solages
PJL Campmas défend les petits propriétaires carmausins dans leur combat contre la famille de Solages qui cherche à obtenir la concession totale du sous-sol riche en charbon. Le fils du chevalier, François Gabriel, détenu à Paris sous la Terreur est élargi à la faveur de la réaction thermidorienne. Le 29 brumaire an III (19 décembre 1794), un arrêté du Comité de Salut Public rend aux Solages tous leurs droits. Dans son combat, Campmas constate son impuissance. Il en est réduit à composer et une complicité naitra entre eux : "Personne n'est plus apte à remplir le rôle de conciliateur que le député Campmas avec son amour pour le bien public et son désir ardent pour que la paix et la concorde règnent dans la contrée" écrira de Solages.

### Ses écrits
Campmas se livre à quelques essais littéraires : tragédie, recherches historiques...Éclectique, il envisage une histoire de l'albigeois en s'appuyant sur le livre d'un écrivain qu'il admire Dom Vaissette, auteur d'une Histoire générale de Languedoc.
En 1804, à la demande du conseil municipal d'Albi, il rédige un long mémoire pour défendre la position de la ville face aux prétentions des Castrais revendiquant le chef-lieu du département que le Directoire leur a retiré par décision du 17 novembre 1797.
Exilé, il publie "Nouvelle description de l'Italie" (695 pages - un exemplaire a été déposé à la Bibliothèque d'Albi en 1870),  qui comprend une topographie des passages des Alpes et des principales routes intérieures, une notice de ce qu'offre le pays, des notions sur les hommes célèbres, etc.  